# E717
E717 eller Europaväg 717 är en europaväg som går mellan Turin och Savona i Italien. Längd drygt 120 km. 

## Sträckning
Turin - Savona

## Standard
Vägen är motorväg hela sträckan, A6. 
Vägen är 1-2 km längre söderut än norrut, då motorvägshalvorna bitvis går olika väg, och har serpentiner och slingor i den mycket bergiga delen nära Savona.

## Anslutningar till andra europavägar
- E70
- E74
- E80